# Ngô Ðình Nhu
 (13 janvier 2025).

## Biographie
La famille Ngô Đình est originaire du village de Phu Cam, au Viêt Nam central (Annam). Sa famille comprend des mandarins à la cour impériale de Hué : son père Ngô Đình Kha a été conseiller de l'empereur Thành Thái pendant la colonisation française. Kha se retire sur ses terres quand l'empereur est déposé. Nhu naît en 1910, quatrième de six garçons et ils sont élevés dans la religion catholique.
Il fait ses études en France, à l'École nationale des chartes, où il obtient le diplôme d'archiviste paléographe grâce à une thèse intitulée Les Mœurs et les coutumes des Annamites du Tonkin au xviie siècle (1938). Fervent catholique, il est alors marqué par le personnalisme d'Emmanuel Mounier.
Rentré en Indochine à la veille de la Seconde Guerre mondiale, il commence à travailler à la Bibliothèque nationale d'Hanoï et épouse en 1943  Trần Lệ Xuân, plus tard connue sous le nom de « Madame Nhu ». Nhu est toutefois renvoyé par les Français en raison des activités de son frère Ngô Đình Diệm. Il s'installe à Hué avec son épouse et leur premier enfant. Après la prise d'Hanoï par les troupes d'Ho Chi Minh et leur descente vers Hué, Nhu prend le maquis avec les réseaux de résistance. La famille de Nhu, sa mère, ses sœurs, sa femme et leur petite fille sont déportées par les communistes.

## La montée vers le pouvoir
Ngo Dinh Diem est nommé premier ministre de l'État du Viêt Nam par l'empereur Bao Dai le 16 juin 1954, un mois après la défaite des Français à la bataille de Dien Bien Phu. Au début de 1955, après les accords de Genève et la dissolution de l'Indochine française, Diem procède à un référendum le 23 octobre 1955 pour déterminer le devenir du Vietnam Sud. Un différend insoluble s'est créé entre lui et l'empereur Bao Dai, resté proche des Français et favorable à la restauration de la monarchie. Diem, au contraire, veut libérer son pays de l'influence française et créer une république démocratique. Lors du référendum, Diem recueille officiellement 98,2 % des voix. Les Français, sachant que Diem leur demandera de quitter définitivement le pays, tentent de le discréditer en soutenant que le référendum a été truqué et qu'il y a plus de votants que d'inscrits. Les Français ne sont pas crédibles, en effet si Diem a accepté de renoncer à son projet de vie monastique pour servir son pays, il ne va sûrement pas entâcher sa mission par la moindre fraude. L'intégrité morale de Diem est bien connue des Vietnamiens comme ils connaissent le peu d'amour de Bao Dai pour son pays, préférant vivre dans la propriété de Cannes que les Français ont mis à sa disposition. Bao Dai ne conteste pas les résultats du référendum et s'envole pour la France.
Habitué des mouvements étudiants dans sa jeunesse, Nhu crée un réseau d'organisations politiques, de sécurité, de travail afin de surveiller le pays et d'empêcher les infiltrations du Viêt Cong communiste. À la manière des communistes, il constitue des cellules de cinq personnes chargées de surveiller les dissidents et de venir en aide aux partisans de la nouvelle république..

## Au pouvoir
Bien que n'ayant aucun rôle officiel au sein du gouvernement, Ngo Dinh Nhu commande les armées privées et la police secrète, ce qui lui permet d'avoir la haute main sur le pays. Il habite le palais présidentiel avec sa femme et ses enfants..
Il contrôle les forces spéciales de l'Armée de la République du Viêt Nam commandée par Le Quang Tung, qu'il utilise pour maintenir l'ordre.
Pour contrer les pénétrations du Viêt Cong dans le Vietnam Sud, Nhu met en place une réponse inédite, celle des "Hameaux stratégiques". Le 3 décembre 1962, Roger Hilsman, directeur du Bureau des Renseignements, adresse au Secrétaire d'Etat un mémorandum intitulé "La situation et les perspectives à court terme au Vietnam". Il y développe les efforts et les progrès du gouvernement vietnamien dans sa lutte contre les communistes.
Des propos diffamatoires sont régulièrement tenus contre Ngô Dinh Nhu l'accusant de torturer et exécuter les communistes mais il ne s'agit là que de la propagande subversive du Viêt Cong pour attirer à lui les Vietnamiens du Sud. Il en sera de même pour la prétendue « crise bouddhiste » montée de toutes pièces par la propagande subversive du Viêt Cong qui a investi des pagodes pour susciter des manifestations bouddhistes hostiles au président Diem. Ce dernier demandera aux Nations Unies qu'une commission ad hoc soit envoyée au Vietnam pour enquêter sur la « crise bouddhiste ». Cette commission mène son enquête du 24 octobre au 3 novembre 1936 et établit le 7 décembre 1963 un rapport de deux cent trente quatre pages qu'elle consigne à l'Assemblée générale de l'ONU et qui fait partie des archives de l'ONU. Dans ses conclusions, la commission écrit que "Les accusations formulées par l'Assemblée Générale de l'ONU.contre le gouvernement du Président Ngô Dinh Diem n'ont pas résisté à l'enquête objective". Différentes personnalités politiques, des journalistes aussi, citeront ce rapport dans leurs travaux. (Truong-Vinh Lê, John Norton Moore, Robert F. Turner, Marguerite Hiiggins...).    . 
Madame Ngô Dinh Nhu — qui joue le rôle de première dame, Diem étant célibataire — a tourné en dérision ces suicides qui étaient le fait de pauvres hommes que l'on avait drogués avant de les brûler. En parlant de « barbecues », elle a suscité une réaction indignée parfaitement orchestrée par les médias pro-américains, les États-Unis ayant décidé d'en finir avec le gouvernement Diem.
A propos de la fin du gouvernement Diem, il faut se reporter au "Dossier du Pentagone" intégralement publié par les Ed. Albin Michel en 1971, après que le New York Times et le Washington Post aient publié ce dossier secret-défense dans leurs colonnes. Le chapitre 4 de ce dossier est intitulé "Le renversement de Ngô Dinh Diem". On y trouve le rapport du 2 octobre 1963 établi par Robert MacNamara, Secrétaire à la Défense, et du général Maxwell Davenport Taylor. Tous deux y notent les importants progrès de la campagne militaire et préconisent l'élargissement du programme des "Hameaux stratégiques" initié avec succès par Nhu. Ils concluent que l'on peut envisager de rapatrier le "gros" des forces américaines en fin 1965 et que déjà 1000 hommes pourraient quitter le Vietnam à la fin de cette année 1963.
Malheureusement, et contrairement à son prédecesseur, le nouvel ambassadeur des USA au Vietnam, Mr Cabot-Lodge, ne parvient pas à coopérer avec les frères Ngô Dinh. Dans ce dossier du Pentagone, on voit comment Cabot-Lodge intervient en contradiction des observations de Robert MacNamara et du général Maxwelle Davenport Taylor. Il obtient des fonds pour corrompre les généraux de l'armée vietnamienne. Et ce sera le désastre. Après l'assassinat des frères Ngô Dinh, le rapatriement des forces américaines envisagé est remplacé par un effort de guerre de plus en plus lourd et meurtrier pour aboutir à la capitulation américaine et la livraison du Vietnam du Sud aux communistes. 
Le 2 novembre 1963, Ngo Dinh Nhu est assassiné en même temps que son frère au sortir de l'église Saint-François-Xavier de Chô Lon où ils se sont rendus pour assister à la messe des défunts, traditionnellement célébrée le 2 novembre par l'église catholique. Après la messe, le Président Diem demande au prêtre qui a servi la messe de téléphoner au général Trân-Van Dôn pour organiser une rencontre avec les généraux. Pendant que l'état-major vietnamien attend le président et son frère, un fourgon blindé se dirige vers les frères Ngô Dinh. Le général Duong-Van Minh qui convoite le pouvoir promis par les Américains y met son homme de main, Nguyên-Van Nhung, afin qu'il supprime les deux frères. A peine entrés dans le fourgon, ils sont ligotés et massacrés. Leur assassinat marque le dernier acte du coup d'État du général Dương Văn Minh, lequel avait reçu l'assurance que les États-Unis n'interviendraient pas. Après des obsèques à la cathédrale de Saïgon, Diem et Nhu sont enterrés au cimetière Mac Dinh Chi (ancien cimetière français) de Saïgon, détruit par les communistes en 1983. Les tombes des deux frères ont été déplacées dans un autre cimetière.